# Херрманн, Вальтер (баскетболист)
Вальтер Херрманн Хайнрих (исп. Walter Herrmann Heinrich; род. 26 июня 1979) — аргентинский профессиональный баскетболист. Играл на позициях лёгкого и тяжёлого форварда. Ранее выступал за команды «Олимпия», «Атенас», «Фуэнлабрада», «Малага», «Каха Лабораль», «Шарлотт Бобкэтс», «Детройт Пистонс» и «Фламенго». Игрок сборной Аргентины, в составе которой дважды становился чемпионом Южной Америки, а в 2004 году — олимпийским чемпионом.

## Биография

### Клубная карьера
Вальтер Херрманн родился в Венадо-Туэрто, провинция Санта-Фе, в семье Эктора Херрманна и Марии Кристины Хайнрих. Играть в баскетбол начинал в местном клубе «Олимпия», в составе которого дебютировал в Национальной баскетбольной лиге 30 марта 1997 года. В 1999 и 2000 годах Херрманн выигрывал аргентинский конкурс слэм-данков. В 2000 году он перешёл в «Атенас» из Кордобы, один из сильнейших клубов Аргентины. Там он вырос до звезды национального уровня, в 2002 году стал чемпионом Аргентины, в 2001 году был признан самым ценным игроком лиги, в 2002 году — самым ценным игроком финальной серии, дважды, в 2000 и 2002 годах принимал участие в матче звёзд аргентинской лиги.
В 2002 году Херрманн переехал в Испанию, подписал контракт с клубом «Фуэнлабрада». Уже в первом сезоне он был признан самым ценным игроком испанской лиги и стал лидером по набранным за игру очкам (22,2). В 2003 году Вальтер перешёл в другую испанскую команду, «Малагу». Там он провёл три года, в 2005 году стал обладателем Кубка Испании, в 2006 году выиграл с командой национальный чемпионат.
Летом 2006 года Херрманн заключил годичный контракт с клубом НБА «Шарлотт Бобкэтс». Он хорошо провёл дебютный сезон, особенно его весеннюю часть, когда стал лучшим новичком марта в Восточной конференции и установил рекорд результативности, набрав 30 очков в апрельском матче с «Милуоки Бакс». По итогам сезона Херрманн, набиравший в среднем за игру 9,2 очка, вошёл во вторую сборную новичков. Летом 2007 года аргентинец подписал новый годичный контракт с Бобкэтс. 14 декабря 2007 года он был обменян вместе с Приможем Брезецом в «Детройт Пистонс» на Назра Мохаммеда. В «Детройте» Херрманн выступал до конца сезона 2008/2009.
В 2009 году Херрманн вернулся в Испанию и подписал четырёхлетний контракт с клубом «Каха Лабораль». Летом 2010 года после неудачного сезона, связанного с травмами, Херрманн договорился с «Кахой» о расторжении контракта. В 2010 году он пытался вернуться в НБА, но не получил предложений. В 2013 году Херрманн вернулся в «Атенас», сезон провёл в аргентинской лиге, был вновь признан самым ценным её игроком. В 2014 году он перешёл в бразильский клуб «Фламенго», где отыграл год и стал обладателем Межконтинентального кубка. В 2015 году Вальтер вернулся в Аргентину и стал игроком клуба «Сан-Лоренсо» из Буэнос-Айреса.

### Выступления за сборную
Херрманн начал выступать за национальную сборную Аргентины в 1999 году, первым международным турниром для него стали Панамериканские игры 1999 года. В 2001 году Херрманн в составе аргентинской сборной выиграл чемпионат Южной Америки и стал серебряным призёром Игр доброй воли. В июле 2004 года мужская сборная Аргентины вновь выиграла чемпионат Южной Америки, а в августе неожиданно стала олимпийским чемпионом, обыграв в полуфинале олимпийского турнира сборную США. Также Херманн играл за сборную на чемпионатах мира 2006 и 2014 годов, но там аргентинцы остались без медалей.

## Статистика

### Статистика в НБА
| Сезон                                                                                    | Команда | Регулярный сезон | Регулярный сезон | Регулярный сезон | Регулярный сезон | Регулярный сезон | Регулярный сезон | Регулярный сезон | Регулярный сезон | Регулярный сезон | Регулярный сезон | Регулярный сезон | Серия плей-офф | Серия плей-офф | Серия плей-офф | Серия плей-офф | Серия плей-офф | Серия плей-офф | Серия плей-офф | Серия плей-офф | Серия плей-офф | Серия плей-офф | Серия плей-офф |
| Сезон                                                                                    | Команда | GP               | GS               | MPG              | FG%              | 3P%              | FT%              | RPG              | APG              | SPG              | BPG              | PPG              | GP             | GS             | MPG            | FG%            | 3P%            | FT%            | RPG            | APG            | SPG            | BPG            | PPG            |
| ---------------------------------------------------------------------------------------- | ------- | ---------------- | ---------------- | ---------------- | ---------------- | ---------------- | ---------------- | ---------------- | ---------------- | ---------------- | ---------------- | ---------------- | -------------- | -------------- | -------------- | -------------- | -------------- | -------------- | -------------- | -------------- | -------------- | -------------- | -------------- |
| 2006/07                                                                                  | Шарлотт | 48               | 12               | 19,5             | 52,7             | 46,1             | 77,4             | 2,9              | 0,5              | 0,4              | 0,1              | 9,2              | Не участвовал  | Не участвовал  | Не участвовал  | Не участвовал  | Не участвовал  | Не участвовал  | Не участвовал  | Не участвовал  | Не участвовал  | Не участвовал  | Не участвовал  |
| 2007/08                                                                                  | Шарлотт | 17               | 0                | 10,2             | 38,5             | 34,6             | 90,0             | 2,1              | 0,2              | 0,2              | 0,0              | 4,0              | Не участвовал  | Не участвовал  | Не участвовал  | Не участвовал  | Не участвовал  | Не участвовал  | Не участвовал  | Не участвовал  | Не участвовал  | Не участвовал  | Не участвовал  |
| 2007/08                                                                                  | Детройт | 28               | 0                | 7,1              | 39,2             | 28,9             | 80,0             | 1,3              | 0,5              | 0,1              | 0,0              | 3,0              | 4              | 0              | 6,7            | 25,0           | 100,0          | 50,0           | 0,3            | 0,0            | 0,0            | 0,0            | 1,3            |
| 2008/09                                                                                  | Детройт | 59               | 0                | 10,7             | 39,6             | 34,2             | 76,0             | 1,8              | 0,4              | 0,1              | 0,1              | 3,8              | 4              | 0              | 5,5            | 37,5           | 50,0           | 0,0            | 0,3            | 0,5            | 0,3            | 0,0            | 2,0            |
|                                                                                          | Всего   | 152              | 12               | 12,8             | 45,8             | 38,1             | 78,6             | 2,1              | 0,4              | 0,2              | 0,1              | 5,4              | 8              | 0              | 6,1            | 33,3           | 60,0           | 50,0           | 0,3            | 0,3            | 0,1            | 0,0            | 1,6            |
| Наведите курсор мыши на аббревиатуры в заголовке таблицы, чтобы прочесть их расшифровку. |         |                  |                  |                  |                  |                  |                  |                  |                  |                  |                  |                  |                |                |                |                |                |                |                |                |                |                |                |